# قاتل (فیلم ۲۰۰۹)
قاتل (انگلیسی: Murderer) فیلمی است که در سال ۲۰۰۹ منتشر شد.